# Lions Gate Entertainment
Lions Gate Entertainment Corporation (allmänt kallat Lionsgate) är ett nordamerikanskt underhållningsföretag. Det bildades i Vancouver, British Columbia, Kanada 1997, med huvudkontor i Santa Monica, Kalifornien. 2011 var Lionsgate det mest framgångsrika independentfilm- och TV-distributionsföretaget i Nordamerika.

## Filmdistributörshistorik
- Storbritannien
  - Momentum Pictures (2000–)
  - Lions Gate UK (2006–)

- Frankrike
  - Metropolitan Filmexport (2005–)

- Australien/Nya Zeeland
  - Hoyts  (2000–2009)
  - Village Roadshow Limited (2009–)

- Kanada
  - Maple Pictures (2005–2011)[6]
  - Alliance Films (2011-)[6]